# Eternal Word Television Network
A Eternal Word Television Network (EWTN) é o maior canal de televisão católico do mundo. Foi fundado pela Madre Angélica (1923-2016) em 1981 e atualmente alcança mais de 80 milhões de lares em 110 países. No Brasil está disponível na Vivo TV e LP Net. 